# Lhoh
Lhoh is een bestuurslaag in het regentschap Aceh Besar van de provincie Atjeh, Indonesië. Lhoh telt 176 inwoners (volkstelling 2010).